# Associazione Sportiva Roma 1950-1951
Questa voce raccoglie le informazioni riguardanti l'Associazione Sportiva Roma nelle competizioni ufficiali della stagione 1950-1951.

## Stagione
La stagione è la peggiore della storia giallorossa, poiché decreta l'unica retrocessione in serie B del club capitolino. Durante il corso dell'annata la squadra cambia tre allenatori: da Adolfo Baloncieri, ingaggiato a inizio stagione, si passa a Pietro Serantoni a partire dalla sedicesima di campionato. Per ultimo, dalla trentaquattresima giornata torna l'ex portiere dello scudetto, già allenatore durante la guerra, Guido Masetti, che non riesce a salvare la squadra, nonostante la vittoria sul Milan neo campione d'Italia all'ultima giornata. Alla crisi tecnica si associa quella societaria: il 2 aprile 1951 il presidente Pier Carlo Restagno rassegna le dimissioni. Gli succede, come commissario straordinario, Renato Sacerdoti affiancato da Pietro Baldassarre.

## Divise
La divisa primaria è costituita da maglia rossa con colletto a girocollo giallo, pantaloncini bianchi, calze rosse bordate di giallo; in trasferta viene usata una maglia gialla con colletto a V rosso, pantaloncini rossi e calzettoni rossi bordati di giallo. Viene usata in alcune occasioni un'altra divisa nelle trasferte, costituita da maglia verde con colletto e bordi manica giallorossi, pantaloncini bianchi e calze nere con banda giallorossa orizzontale. I portieri hanno una divisa costituita da maglia grigia con colletto a polo giallorosso, pantaloncini neri e calze rosse bordate di giallo.
| Casa | Trasferta | Terza divisa | Portiere |

## Organigramma societario
Di seguito l'organigramma societario.
Area direttiva
- Presidente: Pier Carlo Restagno

Area tecnica
- Allenatore: Adolfo Baloncieri, poi dalla 16ª Pietro Serantoni, poi dalla 34ª Guido Masetti

## Rosa
Di seguito la rosa.
| N. |                   | Ruolo | Calciatore                |
| -- | ----------------- | ----- | ------------------------- |
|    | Italia (bandiera) | P     | Luigi Albani              |
|    | Italia (bandiera) | P     | Fosco Risorti             |
|    | Italia (bandiera) | P     | Luciano Tessari           |
|    | Italia (bandiera) | P     | Pietro Benedetti          |
|    | Italia (bandiera) | D     | Amos Cardarelli           |
|    | Italia (bandiera) | D     | Alberto Eliani            |
|    | Italia (bandiera) | D     | Aldo Nardi                |
|    | Svezia (bandiera) | D     | Knut Nordahl              |
|    | Italia (bandiera) | D     | Armando Tre Re (capitano) |
|    | Svezia (bandiera) | C     | Sune Andersson            |
|    | Italia (bandiera) | C     | Gianfranco Dell'Innocenti |

| N. |                   | Ruolo | Calciatore         |
| -- | ----------------- | ----- | ------------------ |
|    | Italia (bandiera) | C     | Luigi Ganassi      |
|    | Italia (bandiera) | C     | Tommaso Maestrelli |
|    | Italia (bandiera) | C     | Ione Spartano      |
|    | Italia (bandiera) | C     | Arcadio Venturi    |
|    | Italia (bandiera) | A     | Giancarlo Bacci    |
|    | Italia (bandiera) | A     | Carlo Lucchesi     |
|    | Italia (bandiera) | A     | Renzo Merlin       |
|    | Italia (bandiera) | A     | Mario Tontodonati  |
|    | Svezia (bandiera) | A     | Stig Sundqvist     |
|    | Italia (bandiera) | A     | Adriano Zecca      |

## Calciomercato
Di seguito il calciomercato.
| Acquisti | Acquisti        | Acquisti       | Acquisti   |
| R.       | Nome            | da             | Modalità   |
| -------- | --------------- | -------------- | ---------- |
| P        | Luciano Tessari | Verona         | definitivo |
| D        | Amos Cardarelli | Ludovisi       | definitivo |
| D        | Alberto Eliani  | Fiorentina     | definitivo |
| D        | Knut Nordahl    | IFK Norrköping | definitivo |
| C        | Sune Andersson  | AIK            | definitivo |
| C        | Luigi Ganassi   | Reggiana       | definitivo |
| A        | Stig Sundqvist  | IFK Norrköping | definitivo |

| Cessioni | Cessioni               | Cessioni  | Cessioni   |
| R.       | Nome                   | a         | Modalità   |
| -------- | ---------------------- | --------- | ---------- |
| P        | Pietro Benedetti       | ?         | definitivo |
| D        | Sergio Andreoli        | Reggina   | definitivo |
| D        | Corrado Contin         | -         | svincolato |
| D        | Alessandro Ferri       | Reggina   | definitivo |
| D        | Carlo Gambini          | -         | svincolato |
| C        | Limbergo Taccola       | ?         | definitivo |
| C        | José Valle             | UE Lleida | definitivo |
| A        | Aleksandar Arangelovic | Novara    | definitivo |
| A        | Evaristo Malaspina     | ?         | definitivo |
| A        | Bruno Pesaola          | Novara    | definitivo |

## Risultati

### Serie A

#### Girone di andata
| Arbitro: | Agnolin (Bassano del Grappa) |

|                                            |           |             |
| Cappello 19’ Campatelli 38’ Cervellati 49’ | Marcatori | 11’ Ganassi |

| Arbitro: | Savio (Torino) |

|               |           |                          |
| Sundqvist 59’ | Marcatori | 16’ Vicovaro 48’ Di Maso |

| Arbitro: | Liverani (Torino) |

|                                             |           |                               |
| Boscolo 17’, 58’ Ciccarelli 35’ Petagna 89’ | Marcatori | 26’ Sundqvist 90’ Tontodonati |

| Arbitro: | Valsecchi (Milano) |

|                                                       |           |  |
| Sundqvist 20’ Andersson 30’, 66’ Tontodonati 65’, 78’ | Marcatori |  |

| Arbitro: | Carpani (Milano) |

|                                                                              |           |                        |
| Boniperti 38’ K. A. Hansen 43’, 46’ (rig.), 72’ Præst 48’, 77’ J. Hansen 88’ | Marcatori | 8’ Sundqvist 17’ Bacci |

| Arbitro: | Galeati (Bologna) |

|  |           |             |
|  | Marcatori | 79’ Flamini |

| Arbitro: | Gamba (Napoli) |

|                                              |           |  |
| Nyers 1’, 69’, 79’ Wilkes 9’, 82’ Armano 86’ | Marcatori |  |

| Roma 29 ottobre 1950 8ª giornata | Roma            | 0 – 0 referto | Novara | Stadio Nazionale (25.000 circa spett.)\| Arbitro: \| Pieri (Trieste) \| |
| Arbitro:                         | Pieri (Trieste) |               |        |                                                                         |

| Arbitro: | Savio (Torino) |

|                       |           |                               |
| Dante 21’ Nilsson 89’ | Marcatori | 3’ Bacci 26’ (rig.) Andersson |

| Arbitro: | Agnolin (Bassano del Grappa) |

|                      |           |  |
| Tontodonati 14’, 33’ | Marcatori |  |

| Roma 19 novembre 1950 11ª giornata | Roma             | 0 – 0 referto | Napoli | Stadio Nazionale (32.000 circa spett.)\| Arbitro: \| Silvano (Torino) \| |
| Arbitro:                           | Silvano (Torino) |               |        |                                                                          |

| Arbitro: | Pieri (Trieste) |

|                                |           |                   |
| Turbeky 15’, 77’ Lakenberg 69’ | Marcatori | 25’ Ione Spartano |

| Arbitro: | Gamba (Napoli) |

|                                           |           |                                     |
| Sundqvist 5’ Tontodonati 31’ Spartano 52’ | Marcatori | 16’, 71’ Hansen 25’ (rig.) Sørensen |

| Arbitro: | Galeati (Bologna) |

|              |           |  |
| Cattaneo 48’ | Marcatori |  |

| Arbitro: | Silvano (Torino) |

|           |           |  |
| Coscia 1’ | Marcatori |  |

| Arbitro: | Carpani (Milano) |

|                                                 |           |           |
| Spartano 4’ Lucchesi 8’ Bacci 82’ Andersson 85’ | Marcatori | 13’ Darin |

| Arbitro: | Tassini (Verona) |

|            |           |  |
| Merlin 25’ | Marcatori |  |

| Arbitro: | Agnolin (Bassano del Grappa) |

|              |           |  |
| Sperotto 26’ | Marcatori |  |

| Arbitro: | Cartei (Firenze) |

|                              |           |  |
| Silvestri 32’ G. Nordahl 81’ | Marcatori |  |

#### Girone di ritorno
| Arbitro: | Marchetti (Milano) |

|                         |           |                                    |
| Sundqvist 34’ Zecca 61’ | Marcatori | 7’ (aut.) Tre Re 14’ (aut.) Eliani |

| Arbitro: | Carpani (Milano) |

|                                     |           |  |
| Di Maso 25’, 83’ Gülesin 88’ (rig.) | Marcatori |  |

| Arbitro: | Silvano (Torino) |

|                                                                |           |  |
| Andersson 40’ Sundqvist 53’ Redolfi 63’ (aut.) Merlin 75’, 79’ | Marcatori |  |

| Arbitro: | Carpani (Milano) |

|                         |           |           |
| Martegani 10’, 50’, 90’ | Marcatori | 26’ Zecca |

| Arbitro: | Galeati (Bologna) |

|                                    |           |  |
| Andersson 42’ Merlin 60’ Bacci 80’ | Marcatori |  |

| Arbitro: | Silvano (Torino) |

|                              |           |           |
| V. Sentimenti 2’ Cecconi 33’ | Marcatori | 57’ Bacci |

| Arbitro: | Massai (Pisa) |

|  |           |             |
|  | Marcatori | 78’ Lorenzi |

| Arbitro: | Bernardi (Bologna) |

|           |           |  |
| Baira 16’ | Marcatori |  |

| Arbitro: | Galeati (Bologna) |

|  |           |             |
|  | Marcatori | 59’ Nilsson |

| Arbitro: | Agnolin (Bassano del Grappa) |

|                    |           |  |
| Turconi 72’ (rig.) | Marcatori |  |

| Napoli 1º aprile 1951 30ª giornata | Napoli             | 0 – 0 referto | Roma | Stadio della Liberazione (20.000 circa spett.)\| Arbitro: \| Bernardi (Bologna) \| |
| Arbitro:                           | Bernardi (Bologna) |               |      |                                                                                    |

| Arbitro: | Bertolio (Torino) |

|                          |           |  |
| Sundqvist 7’ Venturi 26’ | Marcatori |  |

| Bergamo 22 aprile 1951 32ª giornata | Atalanta          | 0 – 0 referto | Roma | Stadio Comunale (10.000 circa spett.)\| Arbitro: \| Galeati (Bologna) \| |
| Arbitro:                            | Galeati (Bologna) |               |      |                                                                          |

| Arbitro: | Bernardi (Bologna) |

|  |           |           |
|  | Marcatori | 81’ Mazza |

| Arbitro: | Longagnani (Modena) |

|                                                                        |           |  |
| Sundqvist 1’ K. Nordahl 44’ (rig.) Tre Re 53’ Andersson 61’ Merlin 66’ | Marcatori |  |

| Arbitro: | Bernardi (Bologna) |

|             |           |  |
| Rinaldi 69’ | Marcatori |  |

| Torino 27 maggio 1951 36ª giornata | Torino            | 0 – 0 referto | Roma | Stadio Filadelfia (13.000 circa spett.)\| Arbitro: \| Galeati (Bologna) \| |
| Arbitro:                           | Galeati (Bologna) |               |      |                                                                            |

| Arbitro: | Galeati (Bologna) |

|                           |           |  |
| Zecca 19’ Tre Re 24’, 76’ | Marcatori |  |

| Arbitro: | Longagnani (Modena) |

|                              |           |                |
| Tognon 47’ (aut.) Tre Re 79’ | Marcatori | 60’ G. Nordahl |

## Statistiche

### Statistiche di squadra
Di seguito le statistiche di squadra.
| Competizione | Punti | In casa | In casa | In casa | In casa | In casa | In casa | In trasferta | In trasferta | In trasferta | In trasferta | In trasferta | In trasferta | Totale | Totale | Totale | Totale | Totale | Totale | DR |
| Competizione | Punti | G       | V       | N       | P       | Gf      | Gs      | G            | V            | N            | P            | Gf           | Gs           | G      | V      | N      | P      | Gf     | Gs     | DR |
| ------------ | ----- | ------- | ------- | ------- | ------- | ------- | ------- | ------------ | ------------ | ------------ | ------------ | ------------ | ------------ | ------ | ------ | ------ | ------ | ------ | ------ | -- |
| Serie A      | 28    | 19      | 10      | 4       | 5       | 38      | 13      | 19           | 0            | 4            | 15           | 10           | 41           | 38     | 10     | 8      | 20     | 48     | 54     | -6 |
| Totale       | -     | 19      | 10      | 4       | 5       | 38      | 13      | 19           | 0            | 4            | 15           | 10           | 41           | 38     | 10     | 8      | 20     | 48     | 54     | -6 |

### Andamento in campionato
| Giornata  | 1  | 2  | 3  | 4  | 5  | 6  | 7  | 8  | 9  | 10 | 11 | 12 | 13 | 14 | 15 | 16 | 17 | 18 | 19 | 20 | 21 | 22 | 23 | 24 | 25 | 26 | 27 | 28 | 29 | 30 | 31 | 32 | 33 | 34 | 35 | 36 | 37 | 38 |
| --------- | -- | -- | -- | -- | -- | -- | -- | -- | -- | -- | -- | -- | -- | -- | -- | -- | -- | -- | -- | -- | -- | -- | -- | -- | -- | -- | -- | -- | -- | -- | -- | -- | -- | -- | -- | -- | -- | -- |
| Luogo     | T  | C  | T  | C  | T  | C  | T  | C  | T  | C  | C  | T  | C  | T  | T  | C  | C  | T  | T  | C  | T  | C  | T  | C  | T  | C  | T  | C  | T  | T  | C  | T  | C  | C  | T  | T  | C  | C  |
| Risultato | P  | P  | P  | V  | P  | P  | P  | N  | N  | V  | N  | P  | N  | P  | P  | V  | V  | P  | P  | N  | P  | V  | P  | V  | P  | P  | P  | P  | P  | N  | V  | N  | P  | V  | P  | N  | V  | V  |
| Posizione | 12 | 19 | 19 | 15 | 18 | 19 | 20 | 20 | 20 | 18 | 18 | 19 | 18 | 19 | 19 | 18 | 18 | 19 | 19 | 19 | 19 | 18 | 18 | 18 | 18 | 18 | 18 | 20 | 20 | 20 | 19 | 18 | 20 | 20 | 20 | 20 | 20 | 19 |

Legenda:

Luogo: C = Casa; T = Trasferta. Risultato: V = Vittoria; N = Pareggio; P = Sconfitta.

### Statistiche dei giocatori
Desunte dalle testate giornalistiche dell'epoca.
| Giocatore         | Serie A  | Serie A |
| Giocatore         | Presenze | Reti    |
| ----------------- | -------- | ------- |
| L. Albani         | 0        | -0      |
| P. Benedetti      | 0        | -0      |
| F. Risorti        | 15       | -9      |
| L. Tessari        | 23       | -45     |
| A. Cardarelli     | 26       | 0       |
| A. Eliani         | 21       | 0       |
| A. Nardi          | 1        | 0       |
| K. Nordahl        | 38       | 1       |
| A. Tre Re         | 36       | 4       |
| S. Andersson      | 35       | 7       |
| G. Dell'Innocenti | 5        | 0       |
| L. Ganassi        | 2        | 1       |
| T. Maestrelli     | 31       | 0       |
| I. Spartano       | 24       | 3       |
| A. Venturi        | 36       | 1       |
| G. Bacci          | 21       | 5       |
| C. Lucchesi       | 15       | 1       |
| R. Merlin         | 16       | 5       |
| M. Tontodonati    | 20       | 6       |
| S. Sundqvist      | 35       | 9       |
| A. Zecca          | 18       | 3       |

### Videografia
- Manuela Romano (a cura di), La storia della A.S. Roma (10 DVD-Video), Corriere dello Sport, Rai Trade, 2006.